# Východočeský oblastní přebor 1967/1968
V soubojích Východočeského oblastního přeboru 1967/68 se utkalo 12 týmů dvoukolovým systémem podzim - jaro. Tento ročník skončil v červnu 1968.

## Výsledná tabulka
Zdroj: 
| Poř. | Tým                                | Z  | V  | R | P  | VG | OG | B  |
| ---- | ---------------------------------- | -- | -- | - | -- | -- | -- | -- |
| 1.   | VCHZ Pardubice B                   | 22 | 15 | 4 | 3  | 71 | 20 | 34 |
| 2.   | TJ Slavoj Český ráj Turnov         | 22 | 14 | 5 | 3  | 45 | 12 | 33 |
| 3.   | TJ Tesla Lanškroun                 | 22 | 15 | 3 | 4  | 49 | 33 | 33 |
| 4.   | TJ Tesla Pardubice                 | 22 | 12 | 6 | 4  | 47 | 28 | 30 |
| 5.   | TJ Jiskra Semily                   | 22 | 8  | 4 | 10 | 46 | 50 | 20 |
| 6.   | VTJ Dukla Žamberk                  | 22 | 6  | 7 | 9  | 38 | 41 | 19 |
| 7.   | VTJ Dukla Česká Třebová            | 22 | 6  | 7 | 9  | 36 | 41 | 19 |
| 8.   | TJ Lokomotiva Česká Třebová        | 22 | 6  | 5 | 11 | 20 | 36 | 17 |
| 9.   | TJ Spartak TOS Kostelec nad Orlicí | 22 | 4  | 8 | 10 | 26 | 42 | 16 |
| 10.  | TJ Lokomotiva Pardubice            | 22 | 6  | 3 | 13 | 27 | 49 | 15 |
| 11.  | TJ Červený Kostelec                | 22 | 5  | 4 | 13 | 29 | 55 | 14 |
| 12.  | TJ Svitavy                         | 22 | 5  | 4 | 13 | 20 | 48 | 14 |

Poznámky:
- Z = Odehrané zápasy; V = Vítězství; R = Remízy; P = Prohry; VG = Vstřelené góly; OG = Obdržené góly; B = Body

|  | Postup do Divize C 1968/69             |
|  | Sestup do příslušné I. A třídy 1968/69 |